# Виноградів-Малий
Виноградів-Малий — початкова залізнична станція Боржавської вузькоколійної залізниці, Ужгородської дирекції Львівської залізниці. Розташована в місті Виноградів Берегівського району Закарпатської області.

## Історія
Станцію було відкрито 23 грудня 1908 року під первинною назвою Севлюш, одночасно з відкриттям руху поїздів на ділянці Виноградів — Хмільник — Довге. Сучасна назва вживається з 1960-х років.

## Пасажирське сполучення
Від станції щоденно курсули приміські поїзди на Хмільник та Іршаву. Наразі пасажирське сполучення припинено.